# Carmarthen
Carmarthen (Caerfyrddin in lingua gallese) è una città del Galles capoluogo della contea del Carmarthenshire.
Le principali attrazioni della città sono l'anfiteatro di epoca romana, il castello medievale e la vecchia ferrovia, oggi restaurata per scopi turistici, che collegava la città con Aberystwyth.

## Storia

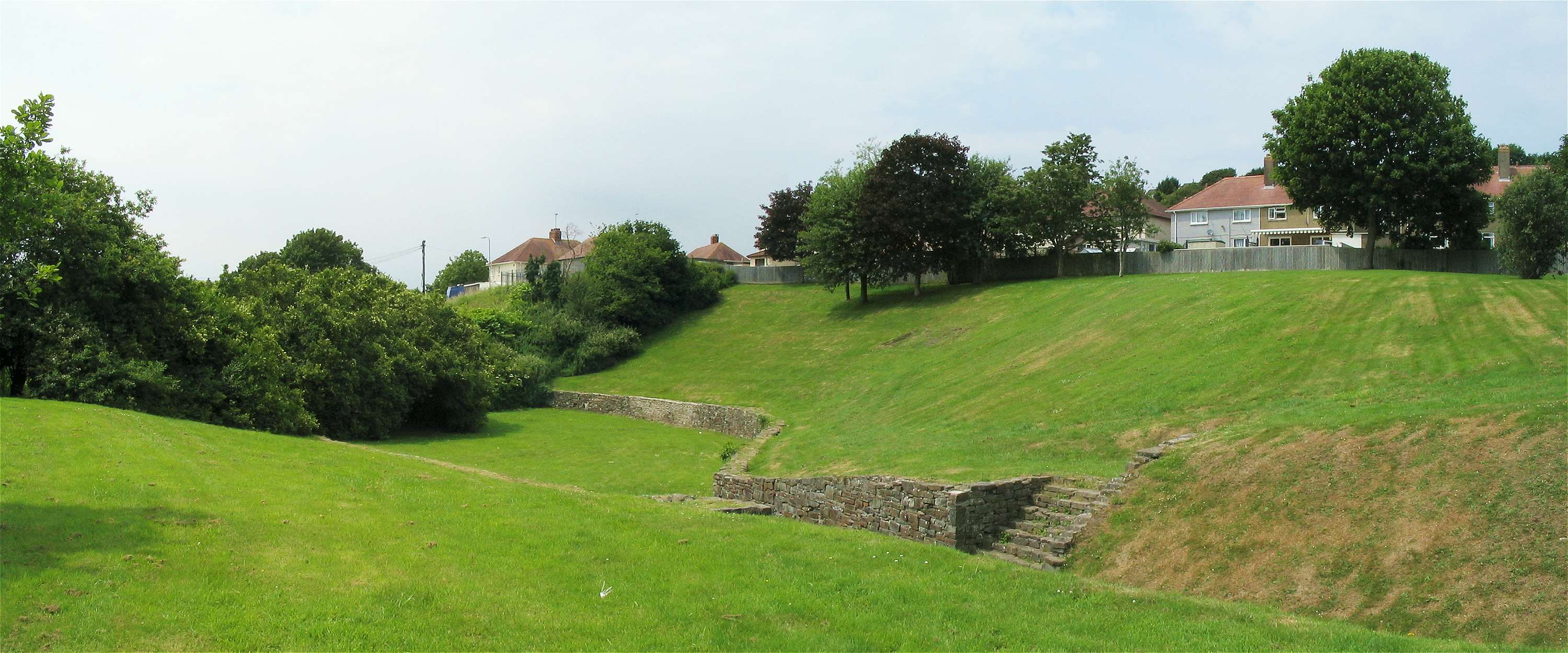
L'anfiteatro di epoca romana

Durante il periodo della dominazione romana della Britannia Carmarthen era la città più importante nel territorio della tribù dei Demezi ed era nota col nome latino di Moridunum. La città è nominata da Tolomeo nella sua opera ed è presente nell'Itinerario antonino. Studi archeologici hanno rivelato la presenza di un castrum romano risalente agli anni 70 del I secolo situato nelle vicinanze del luogo dove sorge ancora oggi l'anfiteatro (riportato alla luce nel 1968).
Un primo castello fu costruito durante il periodo normanno, approssimativamente verso il 1094, e fu utilizzato sino al 1215 quando fu distrutto per opera di Llywelyn Fawr ap Iorwerth, successivamente venne ricostruito nel 1233. Nel 1405 la città fu saccheggiata e il castello depredato da Owain Glyndŵr.
Durante il XVI e XVII secolo la città si sviluppò grazie alle principali attività economiche dell'area: l'agricoltura e la lavorazione della lana.
Alla metà del XVIII secolo le tradizionali attività rurali vennero soppiantate da quelle industriali, in particolare vennero creati impianti per l'estrazione e la lavorazione del carbone e del ferro.

## Leggende
Secondo alcune versioni della leggenda di Re Artù il mago Merlino sarebbe nato in una grotta appena fuori Carmarthen. I nomi di alcuni dei luoghi alludono a questa vicenda, il più famoso è Bryn Myrddin che in gallese significa la collina di Merlino.

## Amministrazione

### Gemellaggi
- As Pontes de García Rodríguez, Galizia
- Lesneven, Bretagna
- Santa Marinella, Lazio

## Sport

### Calcio
La squadra principale della città è il Carmarthen Town Association Football Club.